# أندرياس هاين
أندرياس هاين (بالألمانية: Andreas Hein)‏ هو عداء سريع ألماني، ولد في 9 سبتمبر 1972.

## وصلات خارجية
- أندرياس هاين على موقع الاتحاد الدولي لألعاب القوى (الإنجليزية)
- أندرياس هاين على موقع أوليمبيديا (الإنجليزية)